# Eumerus caucasicus
Eumerus caucasicus är en tvåvingeart som beskrevs av Stackelberg 1952. Eumerus caucasicus ingår i släktet månblomflugor, och familjen blomflugor. Inga underarter finns listade i Catalogue of Life.